# Ubalac
Ubalac (cyr. Убалац) – wieś w Czarnogórze, w gminie Podgorica. W 2003 roku liczyła 8 mieszkańców.